# Simon Ignatius Pimenta
Simon Ignatius kardinál Pimenta (1. března 1920 Marol – 19. července 2013 Bombaj) byl indický římskokatolický kněz, arcibiskup Bombaje, kardinál.

## Kněz
Kněžské svěcení přijal 21. prosince 1949, poté studoval na Papežské univerzitě Urbaniana, kde získal doktorát z kanonického práva. Působil v arcidiecézi Bombaj, byl zde sekretářem arcibiskupa, přednášejícím a vicerektorem semináře a biskupským vikářem.

## Biskup
V červnu 1971 byl jmenován pomocným biskupem Bombaje, biskupské svěcení přijal 29. června téhož roku. Světitelem byl tehdejší arcibiskup Bombaje kardinál Valerian Gracias. V souvislosti s jeho plánovaným odchodem na odpočinek byla v dubnu 1976 oznámena nominace biskupa Pimenty na funkci arcibiskupa. Vzhledem ke sporu mezi vládou Indie a Svatým stolcem však ke jmenování nedošlo. Kardinál Gracias zůstal arcibiskupem a biskup Pimenta se v únoru 1977 stal arcibiskupem-koadjutorem. Po smrti kardinála Graciase v září 1978 se ujal řízení arcidiecéze, V letech 1979 až 1988 byl rovněž předsedou Indické biskupské konference.

## Kardinál
Při konzistoři 28. června 1988 ho papež Jan Pavel II. jmenoval kardinálem. Po dosažení kanonického věku rezignoval v listopadu 1996 na funkci arcibiskupa, jeho nástupcem se stal Ivan Dias.